# Nergal-ilaja (turtanu)
Nergal-ilaja, Nergal-ila’i (akad. Nergal-ilāja, Nergal-ila’i; w transliteracji z pisma klinowego zapisywane m(d)MAŠ.MAŠ-DINGIR-a-a, mŠEŠ.GAL-DINGIR-a-a; tłum. „Nergal jest mym bogiem”) – wysoki dostojnik sprawujący urząd „naczelnego dowódcy wojsk” (akad. turtānu) za rządów asyryjskiego króla Adad-nirari III (810-783 p.n.e.), według asyryjskich list i kronik eponimów w 808 r. p.n.e., sprawował również urząd eponima (akad. limmu). Znana jest inskrypcja na odważniku w kształcie kaczki, w której Nergal-ilaja zwany jest „naczelnym dowódcą wojsk (turtānu), dowódcą [wielkiej] armii”, a także pieczęć cylindryczna jednego z jego sług o imieniu Isztar-duri, który w inskrypcji na tej pieczęci zwany jest „eunuchem Nergal-ilaji, naczelnego dowódcy wojsk (turtānu)”. Nergal-ilaję „naczelnego dowódcę wojsk” identyfikować najprawdopodobniej należy z jego imiennikami, którzy sprawowali urząd eponima w 830 i 817 r. p.n.e.